# Michèle Loetzner
Michèle Loetzner (* 1982 in Heidelberg) ist eine deutsche Autorin und Journalistin.

## Werdegang
Loetzner wuchs in Murnau am Staffelsee auf und beendete 2001 das Staffelsee-Gymnasium Murnau mit Abitur. Im Anschluss studierte sie Neuere Deutsche Literatur, Englische Literaturwissenschaft und Linguistik an der Ludwig-Maximilians-Universität München und der Universität Helsinki. Sie schloss mit einem Magister Artium ab, ihre Magisterarbeit trug den Titel Konsequenzen des Gattungswechsels von Drama zu Roman anhand der Simone-Fassungen von Bertolt Brecht und Lion Feuchtwanger.
Während des Studiums arbeitete sie als freie Autorin für jetzt.de und Neon. Im Anschluss folgten Redakteursstellen bei Condé Nast Digital und der Frauenzeitschrift Jolie. Seit 2013 arbeitet sie als freie Journalistin unter anderem für die Zeit, die Welt am Sonntag, das SZ-Magazin, GQ und diverse Frauenmagazine.
Ihre Reportage Wie ein Vampir über einen modernen Heiratsschwindler sorgte für Aufsehen auf Social-Media-Plattformen und wurde von der Schauspielerin Bibiana Beglau eingesprochen.
Ihr Artikel Allein stehend, der im Juli 2020 im SZ-Magazin erschien, wurde für den Deutschen Reporter:innenpreis 2020 in der Kategorie Essay nominiert.
Von Januar 2019 bis Dezember 2021 fungierte sie als freie Textchefin für Plan W, das Wirtschaftsmagazin für Frauen der Süddeutschen Zeitung.
Seit Januar 2022 betreut sie die deutsche Vogue als freie Textchefin.
Ihr Buch Liebeskummer bewältigen in 99 Tagen erschien im Juni 2020 im DuMont-Verlag. Es wurde in mehrere Sprachen übersetzt, darunter spanisch, chinesisch und niederländisch.
Begleitend zum Buch startete im April 2021 der Podcast Broken Hearts Club, den Loetzner zusammen mit der Journalistin Sinah Hoffmann hostet.
Michèle Loetzner hat zwei Brüder und lebt mit ihrer Familie in München.